# Z Cassiopeiae
Z Cassiopeiae är en pulserande variabel av Mira Ceti-typ i stjärnbilden Cassiopeja. 
Stjärnan varierar mellan magnitud +8,5 och 15,4 med en period av 492,3 dygn.